# Личности (Хамбург)
Това е списък на известни личности, свързани с град Хамбург, Германия.

## Родени в Хамбург
- Ото Адо (р. 1975), футболист
- Волфганг Борхерт (1921 – 1947), писател
- Йоханес Брамс (1833 – 1897), композитор
- Карл де Бур (1848 – 1923), историк
- Ами Буе (1794 – 1881), френски геолог
- Йенс Герлах (1926 – 1990), писател
- Ралф Дарендорф (р. 1929), политик
- Ян Дилей (р. 1976), музикант
- Герт Дьорфел (р. 1939), футболист
- Юрген Елерс (1929 – 2008), физик
- Дитер Зелер (1931 – 1979), футболист
- Уве Зелер (р. 1936), футболист
- Ханс Йенсен (1907 – 1973), физик
- Иван Класнич (р. 1980), хърватски футболист
- Александер Лаас (р. 1984), футболист
- Джон Ланчестър (р. 1962), британски писател
- Хари Майен (1924 – 1979), драматург
- Феликс Менделсон Бартолди (1809 – 1847), композитор
- Ангела Меркел (р. 1954), политик
- Карл фон Осиецки (1889 – 1938), журналист
- Йохан Кристиан Погендорф (1796 – 1877), физик
- Ханс Райхенбах (1891 – 1953), философ
- Кристиан Ран (р. 1979), футболист
- Джеймс Франк (1882 – 1964), физик
- Томи Хаас (р. 1978), тенисист
- Мартин Харник (р. 1987), австрийски футболист
- Клаус Хаселман (р. 1931), климатолог
- Густав Лудвиг Херц (1887 – 1975), физик
- Хайнрих Херц (1857 – 1894), физик
- Волфганг Хилдесхаймер (1916 – 1991), писател
- Ерик Максим Чупо-Мотинг (р. 1989), футболист
- Фолкер Шмит (р. 1978), футболист
- Хелмут Шмит (р. 1918), политик
- Хорст Шноор (р. 1934), футболист
- Улрих Щайн (р. 1954), футболист

## Починали в Хамбург
- Васко Абаджиев (1926 – 1974), български цигулар
- Валтер фон Браухич (1881 – 1948), офицер
- Йенс Герлах (1926 – 1990), писател
- Дитер Зелер (1931 – 1979), футболист
- Фридрих Готлиб Клопщок (1724 – 1803), писател
- Паул фон Летов-Форбек (1870 – 1964), офицер
- Хари Майен (1924 – 1979), драматург
- Никола Михайлов (1876 – 1960), български художник
- Макс Офюлс (1902 – 1957), режисьор
- Хайнрих Густав Райхенбах (1823 – 1889), ботаник
- Алфред Шнитке (1934 – 1998), руски композитор
- Герт Хардорф (1769 – 1864), художник

## Други
- Дитер Болен (р. 1953), немски продуцент и композитор, участник в екс дуета „Модърн Токинг“, живее и твори в този град
- Рихард Зорге (1895 – 1944), разузнавач, завършва университета през 1919
- Уве Колбе (р. 1957), писател, живее в града през 1987 – 1990
- Ханс Кребс (1900 – 1981), биохимик, завършва университета през 1925
- Йордан Лечков (р. 1967), български футболист, работи в града през 1992 – 1996
- Густав Малер (1860 – 1911), австрийски композитор, работи в града през 1891 – 1897
- Георг Фридрих Хендел (1685 – 1759), композитор, работи в града през 1703 – 1707